# Špekáček

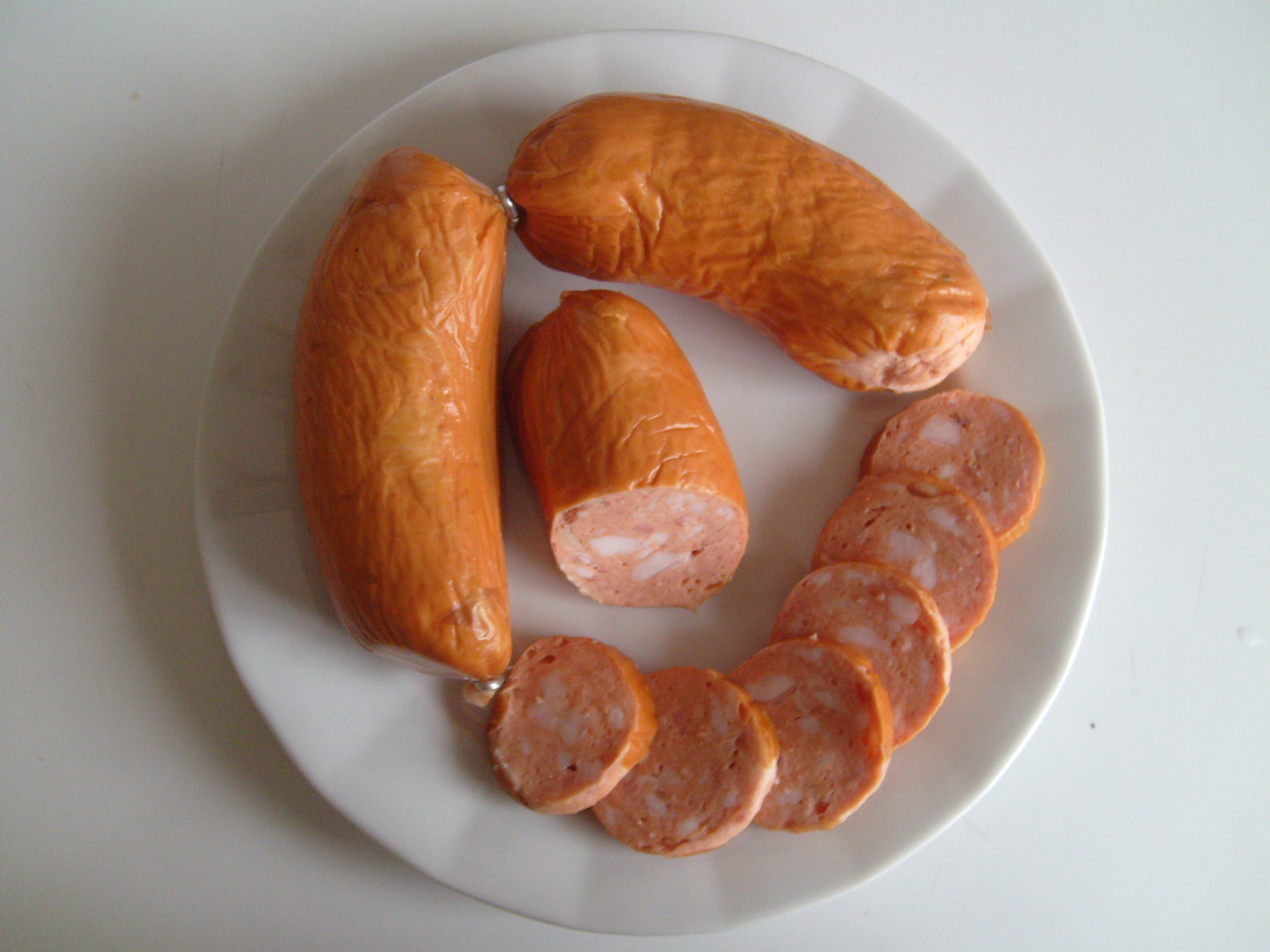
Špekáčky

Špekáček – rodzaj czeskiej kiełbasy wyrabiany z drobnorozdrobnionej mieszaniny wieprzowego i wołowego mięsa z dodatkiem wędzonej słoniny (czes. špek, od niem. Speck, por. Speckwurst), od czego pochodzi nazwa wyrobu, potocznie nazywanego też buřt, vuřt (z niem. Wurst).
Według oryginalnej receptury špekáček powinien składać się z 50% z tylnej części wołowiny z młodych zwierząt, z 20% wieprzowiny i 30% słoniny pokrajanej w kostkę. Przyprawiony powinien być czosnkiem, pieprzem i niewielką ilością gałki muszkatołowej. Mieszanina jest wtłaczana do jelit wołowych o średnicy 4–4,6 cm i sznurowana na długość 8–9 cm. W przypadku produkcji wielkoprzemysłowej sznurowanie zastępuje się zszywaniem metalowymi klipsami do żywności.

## Opis i wykorzystanie
Powierzchnię przekroju kiełbaski cechuje różowa, mięsna barwa z niewielkimi cząstkami dodanej słoniny, które powinny mieć ostre krawędzie. Czerwone zabarwienie uzyskane wskutek dodatku papryki, dodatek chrząstki lub zawartość innych białek niż wołowe, wieprzowe czy cielęce – dyskwalifikują wyrób i nie pozwalają na oznaczenie go jako špekáčka. Takie niskiej jakości podróbki występują na rynku pod nazwami vuřt, buřt, opékáček, buřtíček, špekoun lub jako różne rodzaje kiełbas.
Przed spożyciem špekáčka można zagrzać, opiec lub zamarynować z przyprawami. Zagrzana kiełbaska jest soczysta, umiarkowanie tłusta, ma złocistoczerwoną barwę, a po przekrojeniu zachowuje zwartość. Osłonkę usuwa się przed podaniem lub w trakcie jedzenia, jednak część wypełnienia może do niej przywierać. Do najczęstszych metod przygotowania należy opiekanie i grillowanie: špekáček najpierw się nacina, co poprawia smak i przyspiesza proces ogrzewania, ale zmniejsza zawartość tłuszczu. Upieczony špekáček jest mocno czerwono-brązowy z połyskującą osłonką. Barwa przekroju jest czerwona, z widoczną mozaiką dodanego boczku. Dyskwalifikujący jest jakikolwiek dodatek chrząstki i sok o czerwonym zabarwieniu.
Špekáčki marynowane w kwaśnych zalewach o różnym składzie, z dodatkiem rozmaitych warzyw (w tym cebuli, czosnku, papryki) oraz przypraw, nazywa się utopencami. Przed zalaniem są one zwykle obierane z osłonki i dzielone na mniejsze kawałki albo nacinane dla łatwiejszego przeniknięcia zalewy do wnętrza kiełbasy.

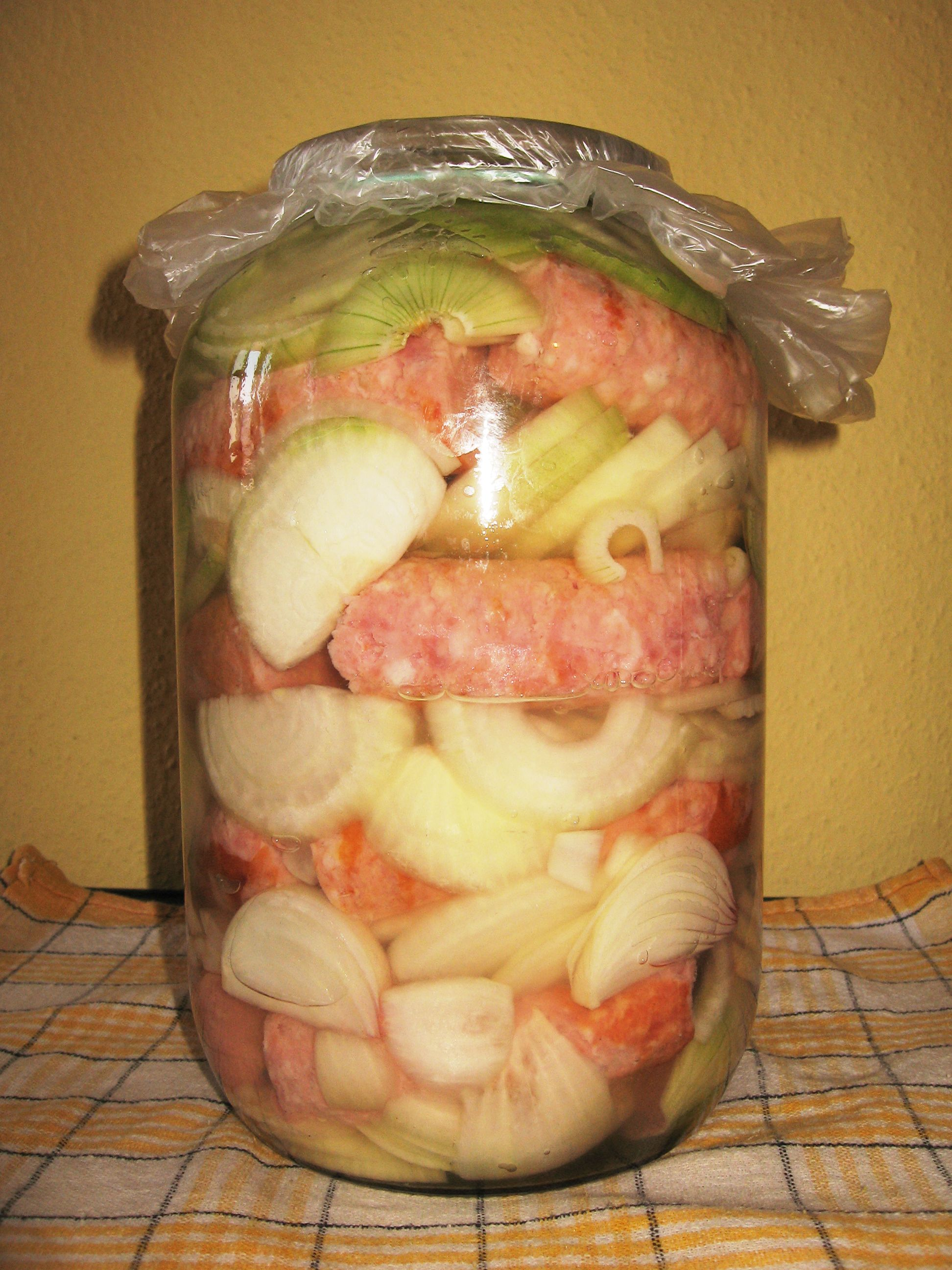
Topielce przygotowane ze špekáčków
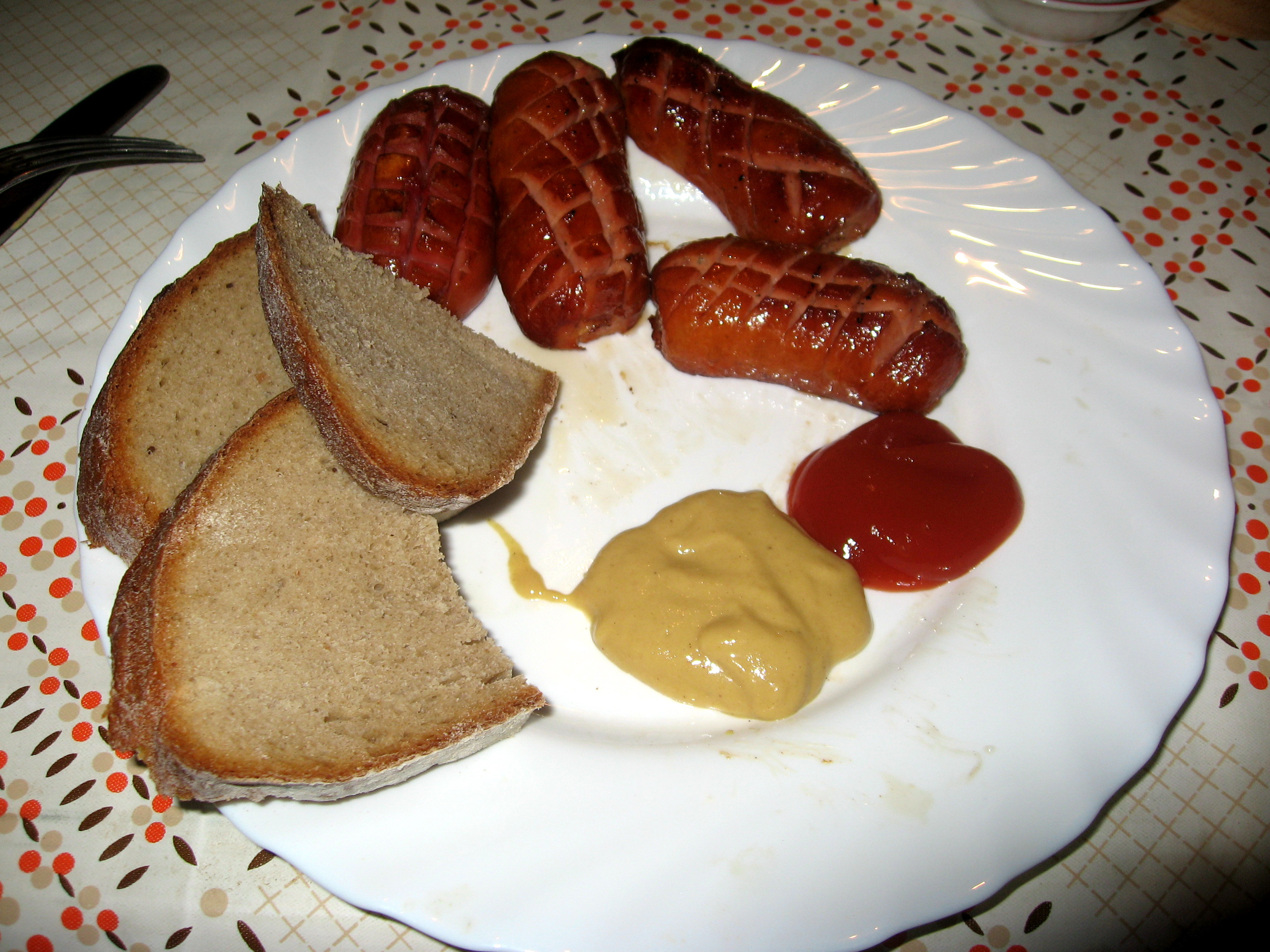
Opiekane buřty s musztardą, keczupem i chlebem
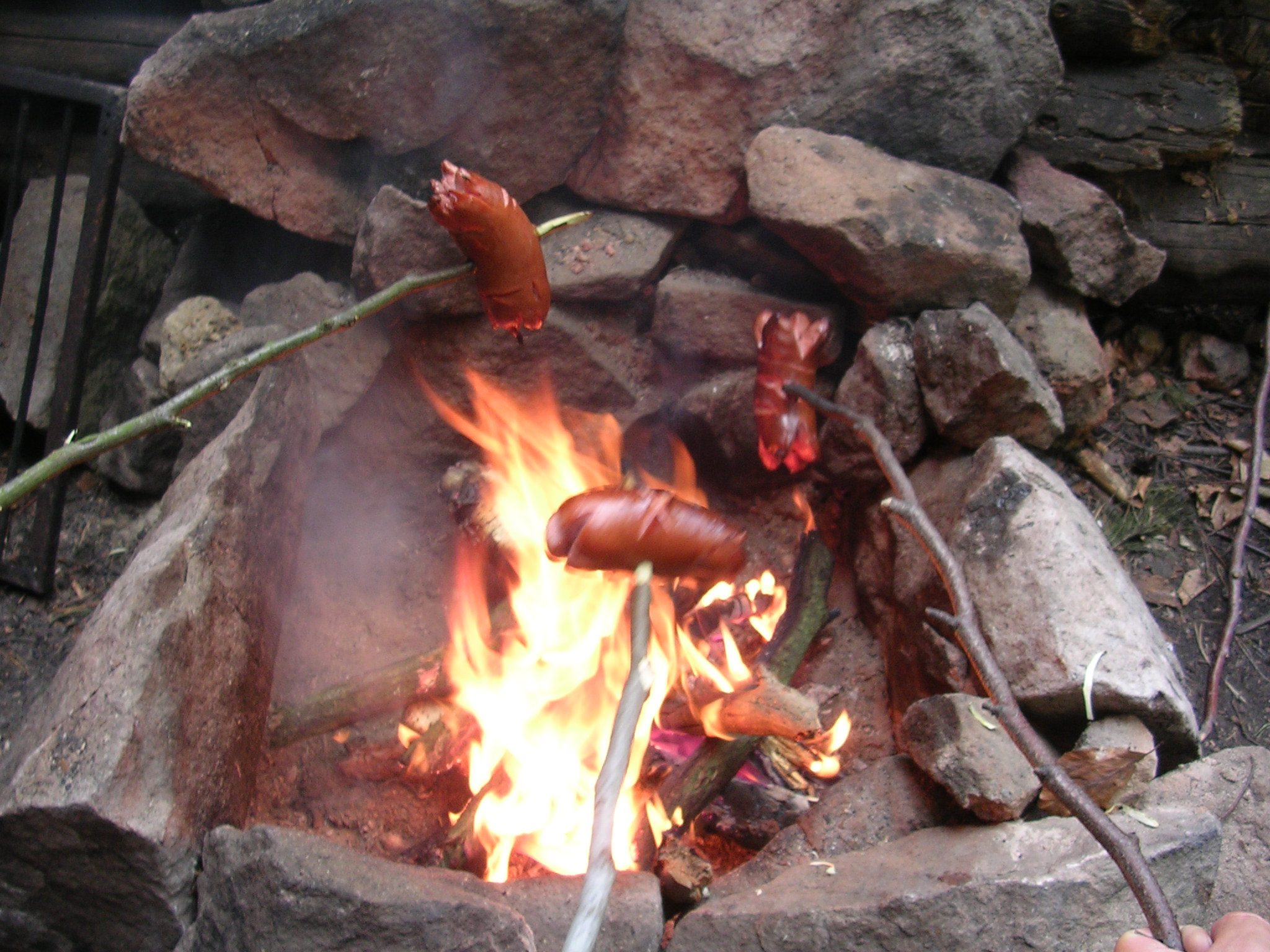
Pieczenie buřtów na ognisku
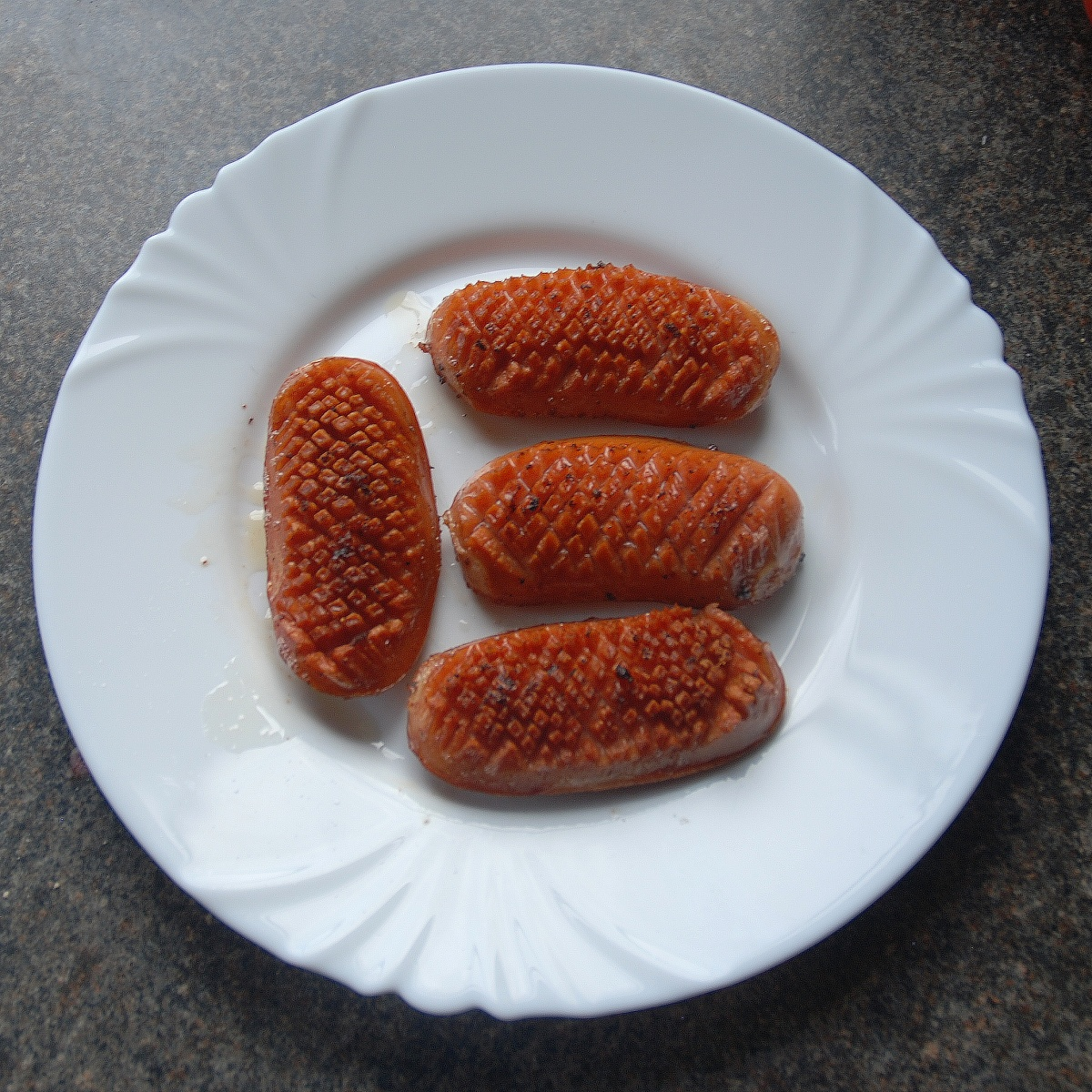
„Jeżyki” wykonane ze špekáčków

## Z historii
Špekáček po raz pierwszy pojawił się na Wystawie Jubileuszowej w Pradze w 1891 r. i stał się ulubionym przysmakiem. Według czeskiej normy ČSN 57 7115 z roku 1978 musiał zawierać 38,5% wołowiny, 17,5% wieprzowiny, 17% boczku, 23% wody (lodu), a poza tym sól, przyprawy i inne dodatki. Po zniesieniu czechosłowackich norm państwowych i branżowych doszło do wyraźnego spadku jakości wyrobu.
Tę niekorzystną sytuację częściowo poprawiono dekretem nr 326/2001 Sb., który stanowił, że špekáček może zawierać tylko mięso wołowe, wieprzowe i cielęce, ale nie oddzielone mechanicznie. Określono, że zawartość mięsa musi być nie mniejsza niż 40%, a tłuszczu nie większa niż 45%. Przepis ten został zastąpiony dekretem nr 69/2016 Sb., który stawia takie same wymagania.
Od roku 2011 špekáčki są zaliczane do kategorii produktów chronionych jako gwarantowana tradycyjna specjalność (ang. traditional speciality guaranteed, TSG), które są rejestrowane przez Komisję Europejską. W Europie pokrewna špekáčkowi jest szwajcarska serwolatka (cervelat), podobna do niego zarówno wizualnie, jak i w sposobie produkcji oraz składzie (wołowina, boczek i wieprzowe skwarki).